# 市民リーグ
市民リーグ（しみんリーグ）は、かつて存在した日本の政党。
1995年、山花貞夫・海江田万里らが、自社さ連立政権・新進党勢力に属しない第三の道を目指し結成。1996年、旧民主党結党に伴い解散。

## 前史から市民リーグ結成へ
1993年の第40回衆議院議員総選挙では、いわゆる55年体制の崩壊により、日本新党・新生党・新党さきがけなどの新勢力が議席を伸ばした一方で、新生党や新党さきがけに移動した自由民主党は改選前議席をほぼ維持したものの、過半数を割ることになり政権からの下野に至った。
一方で55年体制の一翼を担っていた日本社会党は第二党は死守したものの、改選前より66議席を失う大敗で事実上の一人負けを喫した。社会党は日本新党・新生党・公明党・民社党・新党さきがけなどともに連立政権として細川内閣に参画したものの、委員長であった山花貞夫は事実上引責辞任に追い込まれ、後任に村山富市が就いた。その後、細川内閣が崩壊し後継となった羽田内閣には参加せず、連立を離脱。さらに短命に終わった羽田内閣に代わり、社会党は同様に連立を離脱した新党さきがけとともに、自民党と連立政権の枠組みを作り、村山内閣が発足した。しかし、村山内閣でのこれまでの党是の大規模な方針転換（自衛隊合憲、日米安保や原発の肯定）を行ったことから、社会党の党勢低下に拍車がかかり支持者離れを助長した。さらに政治改革の一環として導入された小選挙区比例代表並立制に反対する議員が離党し新社会党を結成するなど社会党内の党勢が大きく衰退し、1994年12月の新進党結党により、長らく維持した衆議院第二党からも転落した。
このような状況で、前委員長の山花は社会党内の右派・中間派グループを取りまとめ、党内に政策集団である「新民主連合」（山花グループ・32名参加）を結成し、ゆくゆくはリベラル勢力を結集する新党の結成準備に動く事となった。1995年に入り「新民主連合」に加え、日本新党解党後に新進党に参加しなかった民主新党クラブの海江田万里、民主改革連合の粟森喬、さらに新進党を離党した元民社党の川端達夫が加わる形で、新党準備会を1月6日に発足させ、同月16日に新会派「民主連合・民主新党クラブ」を結成し、これを基盤として新党結成へ動く手筈となっていた。

| 日本社会党（山花グループ）   | 日本社会党（山花グループ）     | 日本社会党（山花グループ）   | 日本社会党（山花グループ）   | 日本社会党（山花グループ）   |
| 衆議院議員                   | 衆議院議員                     | 衆議院議員                   | 衆議院議員                   | 衆議院議員                   |
| ---------------------------- | ------------------------------ | ---------------------------- | ---------------------------- | ---------------------------- |
| 田邊誠 旧群馬1区・衆11       | 佐藤観樹 旧愛知3区・衆10       | 嶋崎譲 旧石川1区・衆8        | 山花貞夫 旧東京11区・衆7     | 森井忠良 旧広島2区・衆7      |
| 後藤茂 旧兵庫4区・衆6        | 永井孝信 旧兵庫3区・衆5        | 松前仰 旧静岡1区・衆4        | 左近正男 旧大阪2区・衆4      | 中村正男 旧大阪7区・衆4      |
| 網岡雄 旧愛知2区・衆3        | 大木正吾 旧千葉3区・衆2（参2） | 大畠章宏 旧茨城2区・衆2      | 堀込征雄 旧長野2区・衆2      | 佐藤泰介 旧愛知1区・衆2      |
| 赤松広隆 旧愛知6区・衆2      | 吉岡賢治 旧兵庫5区・衆2        |                              |                              |                              |
| 参議院議員                   |                                |                              |                              |                              |
| 本岡昭次 兵庫（1992年）・参3 | 種田誠 茨城（1989年）・参1     | 前畑幸子 愛知（1989年）・参1 | 山田健一 山口（1989年）・参1 | 北村哲男 比例（1989年）・参1 |
| 堀利和 比例（1989年）・参1   | 川橋幸子 比例（1992年）・参1   |                              |                              |                              |
| 民主新党クラブ               |                                |                              |                              |                              |
| 衆議院議員                   |                                |                              |                              |                              |
| 大矢卓史 旧大阪1区・衆2      | 海江田万里 旧東京1区・衆1      | 牧野聖修 旧静岡1区・衆1      |                              |                              |
| 無所属・その他               |                                |                              |                              |                              |
| 衆議院議員                   |                                |                              |                              |                              |
| 楢崎弥之助 旧福岡1区・衆11   | 川端達夫 旧滋賀全県区・衆3     |                              |                              |                              |
| 参議院議員                   |                                |                              |                              |                              |
| 粟森喬 石川（1989年）・参1   |                                |                              |                              |                              |

出典：朝日新聞 1995年1月13日朝刊2面

1. ↑  元社会民主連合所属。
2. ↑  元民社党→新進党所属。
3. ↑  民主改革連合所属。

ところが同月17日に阪神・淡路大震災が発災した事により、新会派の結成は取り下げとなり、新党結成は一時棚上げとなった。社会党内部では山花らの除名を求める強硬な意見があったが、かつての連合会長でもあった山岸章らの仲介により、一旦矛を収める事となった。
しかし、同年5月に山花と嶋崎譲、後藤茂が社会党を離脱し、院内会派である「民主の会」を結成。民主新党クラブ出身の海江田、牧野聖修と、山花の後輩で同じく社会党を離党した参議院議員の北村哲男が加わる形で新党である市民リーグが結成された。一方で川端は同年10月に一旦新進党に復党している。
市民リーグは将来的な新党を見据え、同じく社会党を離党した土肥隆一、吉岡賢治、本岡昭次が加わっていた民主改革連合と院内会派を結成して「市民リーグ・民改連」を結成。これには社会民主連合解党後に新進党に加わらず、自由連合を経由して無所属となっていた楢崎弥之助（次期総選挙には立候補せず）も会派に加わっている。
最終的に1996年9月、院内会派「民主党設立委員会」を結成し、その後（旧）民主党の結成に伴い、市民リーグは解散となった。

## 党史
- 1995年

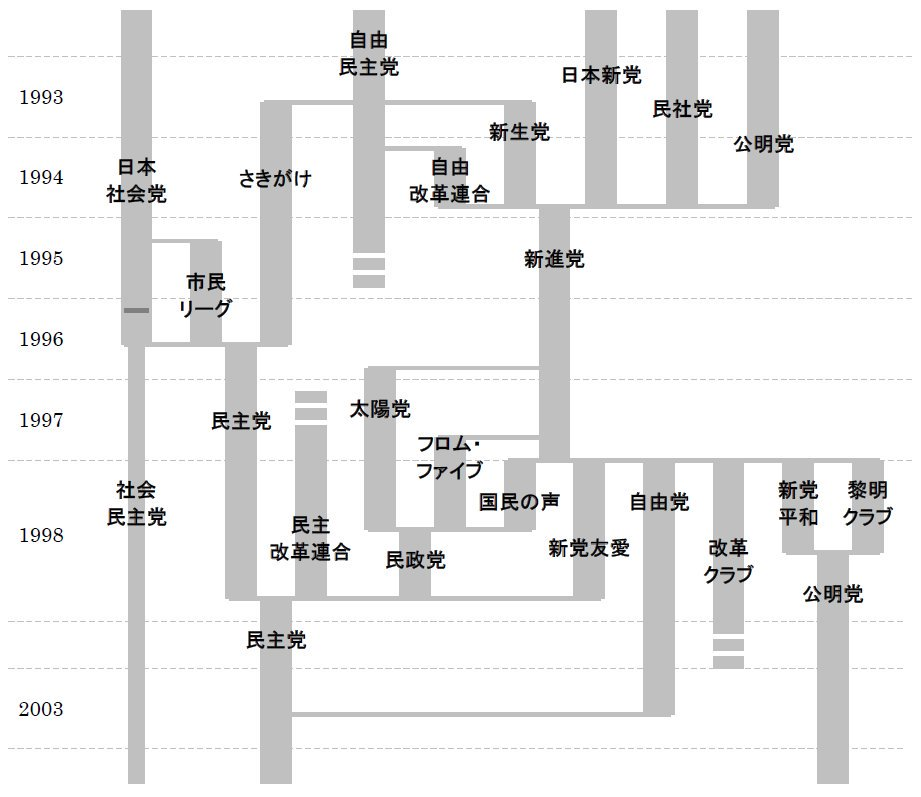
1990年代の政党の離合集散

  - 1月6日 - 日本社会党の新民主連合（山花グループ）が新党準備会を発足。
  - 1月16日 - 院内会派「民主連合・民主新党クラブ」結成を衆議院事務局に届出。
  - 「民主連合・民主新党クラブ」の院内会派届出を撤回。
  - 5月 - 山花貞夫らが社会党離党。
  - 5月29日 - 院内会派「民主の会」結成。
  - 12月22日 - 日本新党解散を受け、新進党に参加しなかった海江田万里らと合流して市民リーグ結成。
- 1996年
  - 1月11日 - 日本社会党委員長村山富市の内閣総理大臣辞任に伴う内閣総理大臣指名選挙において所属衆議院議員5名は代表の海江田に投票。
  - 1月16日 - 院内会派「市民リーグ・民改連」結成。
  - 9月18日 - 院内会派「民主党設立委員会」結成。
  - 9月28日 - 市民リーグ解散、旧民主党結党。

## 市民リーグ執行部役員表
| 代表       | 代表幹事                                       |
| ---------- | ---------------------------------------------- |
| 海江田万里 | 牧野聖修、山花貞夫＝会計責任者、後藤茂、嶋崎譲 |